# (7462) Grenoble
(7462) Grenoble (1984 WM1) – planetoida z pasa głównego asteroid okrążająca Słońce w ciągu 3,42 lat w średniej odległości 2,27 j.a. Odkryta 20 listopada 1984 roku.